# Coppa Acerbo 1933
La Coppa Acerbo 1933 è stata una corsa automobilistica di velocità in circuito per vetture di Formula Grand Prix.

## Vetture
Vetture iscritte alla gara.
| Costruttore | Vettura       | Cilindrata           |
| ----------- | ------------- | -------------------- |
| Alfa Romeo  | 8C 2300 Monza | 2300 cc - 8 cilindri |
| Alfa Romeo  | P3            | 2600 cc - 8 cilindri |
| Bugatti     | T 35 C        | 2000 cc - 8 cilindri |
| Bugatti     | T51           | 2300 cc - 8 cilindri |
| Maserati    | 26 M          | 2500 cc - 8 cilindri |
| Maserati    | 8 CM          | 3000 cc - 8 cilindri |
| Maserati    | 8C 3000       | 3000 cc - 8 cilindri |

## Gara

### Griglia di partenza
Posizionamento dei piloti alla partenza della gara, determinato con sorteggio.
| Prima fila   | 3 Pos.                    | 2 Pos.                                  | 1 Pos.                             |
| ------------ | ------------------------- | --------------------------------------- | ---------------------------------- |
|              | Earl Howe Bugatti         | Lelio Pellegrini Quarantotti Alfa Romeo | Giuseppe Campari Alfa Romeo        |
| Seconda fila | 6 Pos.                    | 5 Pos.                                  | 4 Pos.                             |
|              | Piero Taruffi Maserati    | Achille Varzi Bugatti                   | René Dreyfus Bugatti               |
| Terza fila   | 9 Pos.                    | 8 Pos.                                  | 7 Pos.                             |
|              | Hellé Nice Bugatti        | Goffredo Zehender Maserati              | Robert Brunet Bugatti              |
| Quarta fila  | 12 Pos.                   | 11 Pos.                                 | 10 Pos.                            |
|              | Whitney Straight Maserati | Tazio Nuvolari Maserati                 | Pietro Ghersi Alfa Romeo           |
| Quinta fila  | 15 Pos.                   | 14 Pos.                                 | 13 Pos.                            |
|              | Eugenio Siena Alfa Romeo  | Luigi Fagioli Alfa Romeo                | Walter Grosch Alfa Romeo           |
| Sesta fila   |                           |                                         | 16 Pos.                            |
|              |                           |                                         | Mario Umberto Borzacchini Maserati |

### Risultati

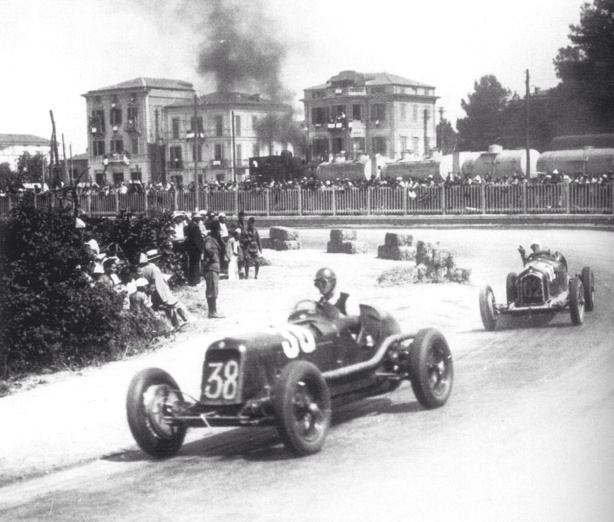
Piero Taruffi #38 in Maserati 8CM e Luigi Fagioli #62 in Alfa P3.

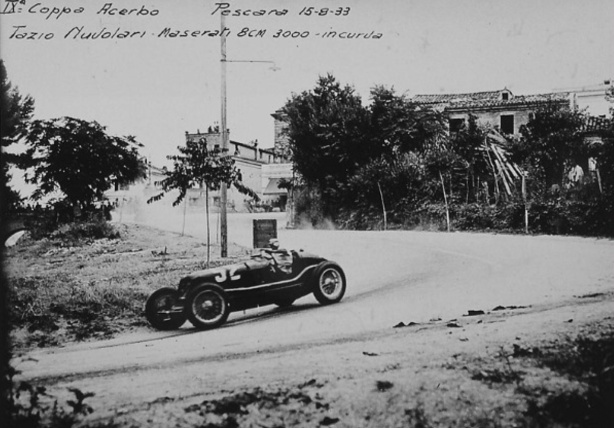
Tazio Nuvolari #52 in Maserati 8CM

Risultati finali della gara.
| Pos | Nr | Pilota                       | Scuderia                   | Vettura                      | Giri | Tempo/Ritiro |
| --- | -- | ---------------------------- | -------------------------- | ---------------------------- | ---- | ------------ |
| 1   | 62 | Luigi Fagioli                | Scuderia Ferrari           | Alfa Romeo P3                | 12   | 2h09'09"6    |
| 2   | 52 | Tazio Nuvolari               | Privato                    | Maserati 8CM                 | 12   | 2h11'35"6    |
| 3   | 38 | Piero Taruffi                | Privato                    | Maserati 8CM                 | 12   | 2h11'38"8    |
| 4   | 34 | Achille Varzi                | Privato                    | Bugatti T51                  | 12   | 2h13'34"6    |
| 5   | 28 | Earl Howe                    | Privato                    | Bugatti T51                  | 12   | 2h23'28"0    |
| 6   | 26 | Lelio Pellegrini Quarantotti | Privato                    | Alfa Romeo 8C 2300 Monza 2.3 | 11   |              |
| 7   | 58 | Walter Grosch                | Privato                    | Alfa Romeo 8C 2300 Monza 2.3 | 10   |              |
| 8   | 48 | Hellé Nice                   | Privato                    | Bugatti T 35 C               | 9    |              |
| Rit | 30 | René Dreyfus                 | Automobiles Ettore Bugatti | Bugatti T51                  | 10   |              |
| Rit | 46 | Goffredo Zehender            | Privato                    | Maserati 8CM                 | 9    | Incidente    |
| Rit | 24 | Giuseppe Campari             | Scuderia Ferrari           | Alfa Romeo P3                | 8    | Incidente    |
| Rit | 60 | Whitney Straight             | Privato                    | Maserati Tipo 26 M           | 8    | Meccanica    |
| Rit | 50 | Pietro Ghersi                | Scuderia Capredoni         | Alfa Romeo 8C 2300 Monza 2.3 | 5    | Meccanica    |
| Rit | 42 | Robert Brunet                | Privato                    | Bugatti T51                  | 4    | Meccanica    |
| Rit | 66 | Mario Umberto Borzacchini    | Privato                    | Maserati 8C 3000             | 0    | Meccanica    |
| Rit | 64 | Eugenio Siena                | Privato                    | Alfa Romeo 8C 2300 Monza 2.3 | 0    | Meccanica    |

Note
Giro veloce:  Tazio Nuvolari (10'31"8 nel giro 7).

## Altre gare

### Targa Abruzzi
La Targa Abruzzi 1933 è stata una corsa automobilistica di velocità in circuito per vetture di categoria Sport disputata il 13 agosto 1933, due giorni prima della Coppa Acerbo e sul medesimo Circuito di Pescara da ripetere sei volte; partirono 24 piloti di cui 17 conclusero la corsa. Risultati della gara.
| Pos | Nr | Pilota                    | Scuderia         | Vettura                        | Giri | Tempo/Ritiro |
| --- | -- | ------------------------- | ---------------- | ------------------------------ | ---- | ------------ |
| 1   | 30 | Carlo Felice Trossi       | Scuderia Ferrari | Alfa Romeo 8C 2300 Monza 2.6   | 6    | 1h10'05"6    |
| 2   |    | Eugenio Siena             | Scuderia Ferrari | Alfa Romeo 8C 2300 Monza 2.6   | 6    | 1h10'12"4    |
| 3   | 4  | Pietro Ghersi             |                  | Alfa Romeo 8C 2300 Monza       | 6    | 1h12'55"4    |
| 4   | 8  | Gianfranco Comotti        | Scuderia Ferrari | Alfa Romeo 8C 2300 Monza 2.6   |      |              |
| 5   |    | non conosciuta (bandiera) |                  |                                |      |              |
| 6   |    | non conosciuta (bandiera) |                  |                                |      |              |
| 7   |    | non conosciuta (bandiera) |                  |                                |      |              |
| 8   | 20 | Nino Farina               |                  | Alfa Romeo 8C 2300 Monza       |      | 1h19'33"5    |
| 9   |    | non conosciuta (bandiera) |                  |                                |      |              |
| 10  |    | non conosciuta (bandiera) |                  |                                |      |              |
| 11  | 28 | Giovanni Restelli         |                  | Alfa Romeo 6C 1750 GS          |      |              |
| 12  |    | non conosciuta (bandiera) |                  |                                |      |              |
| 13  |    | non conosciuta (bandiera) |                  |                                |      |              |
| 14  |    | non conosciuta (bandiera) |                  |                                |      |              |
| 15  |    | non conosciuta (bandiera) |                  |                                |      |              |
| 16  |    | non conosciuta (bandiera) |                  |                                |      |              |
| 17  |    | M. Ferraguti              |                  | Alfa Romeo 6C 1750 SS Gasogeno |      |              |
| Rit | 22 | Mario Tadini              | Scuderia Ferrari | Alfa Romeo 8C 2300 Monza 2.6   |      |              |

Note
Giro veloce:  Eugenio Siena (11'29"400 nel giro 6).
Parteciparono alla gara anche Guglielmo Carraroli, Lelio Pellegrini, Bonetto, Hans Ruesch, Gennaro Auricchio, Giovanni Maria Cornaggia Medici, Carlo Castelbarco per i quali non sono reperibili i risultati.